# 즌도코 부시
〈즌도코 부시〉 (일본어: ズンドコ節, 즌도코 타령)는 일본의 가요곡의 악곡이다.
본래 즌도코 부시는 제2차 세계 대전 말기 일본 해군 병사들이 부르던 〈해군 속요〉 (海軍小唄)였다. 군가의 하나라고 불리는 경우도 있지만, 실제로는 전쟁터로 가는 남자들의 본심을 노래한 유행가 같은 것이었다.
따라서, 노래의 특성 상 작사자와 작곡자를 알 수 없어서 권리 상의 문제가 없었기 때문에 여러 가수들의 리메이크가 이루어졌다.

## 즌도코 부시 (마치노 다테오토코)
전쟁이 끝난 지 얼마 지나지 않아 다바타 요시오가 〈즌도코 부시 (마치노 다테오토코)〉 (ズンドコ節 (街の伊達男), 거리의 멋진 남자)라는 노래를 발매한 것이 인기를 끌었다. 이때 처음으로 〈즌도코 부시〉라는 이름이 붙었다. 다바타의 일렉트릭 기타와 반주의 어쿠스틱 기타의 연주로 노래를 부른다. 당시 유행하고 있던 부기의 리듬을 탄 경쾌한 블루스 느낌의 곡으로, 이전의 기타 연주 유행가에는 없는 대중적인 감각으로 일본 대중음악사의 관점에 있어서는 주목해야할 노래라고 볼 수 있다.  다바타는 시코쿠의 순회공연 때문에 오사카의 덴포잔에서 탄 배에서 암거래 상인이 불렀던 노래에 감명을 받아 그것을 부기에 어레인지하여 쇼와 22년인 1947년부터 불러왔다. 가사의 내용은 〈해군 속요〉를 당시의 멋쟁이 남자의 사랑으로 옮겨놓고 있다.

## 도리후노 즌도코 부시
〈도리후노 즌도코 부시〉는 1969년 11월에 자 도리후타즈가 발매한 싱글 음반이다. 오리콘에서는 80만 장이 넘는 판매를 기록하여 자 도리후타즈의 최대 히트 음반이 되었다.
〈해군 속요〉로 불리던 〈즌도코 부시〉를 자 도리후타즈가 리메이크하였는데, 당시에는 이례적으로 150만 장을 넘는 판매고를 올리면서 도리후타즈의 대표적인 노래가 되었다. 노래의 테마는 고바야시 아키라와 같이 젊은 남녀의 사랑 이야기이지만, 원곡인 〈해군 속요〉의 가사도 6번 절 (다른 노래의 경우 원곡의 1번 절)의 가사를 시작으로 여러 군데에서 차용하고 있다. 총 6절까지 노래하는데, 1번 절을 가토우 차, 2번 절을 나카모토 고우지, 3번 절을 다카기 부, 4번 절을 아라이 츄우, 5번 절을 이카리야 죠우스케, 6번 절을 멤버 전원이 노래하고 있다.
발매 직후 점점 순위가 올라가면서 1개월 반 후 오리콘 3위로 첫 등장하였다. 미나가와 오사무의 〈쿠로네코노 탕고〉 (연간 1위)와 우치야마다 히로시와 구루 파이브의 〈아레즈니 아이시테〉 (연간 5위)에 밀려 7주간 2위가 되었지만, 1970년 연간 2위에 등극했다.